# شانتال جويا
شانتال جويا (بالفرنسية: Chantal Goya)‏ هي مغنية وممثلة فرنسية، ولدت في 10 يونيو 1942 بمدينة هو تشي منه في فيتنام.

## أعمال

### أفلام
- (1963) الأحجية[6]

## وصلات خارجية
- شانتال جويا على موقع IMDb (الإنجليزية)
- شانتال جويا على موقع ألو سيني (الفرنسية)
- شانتال جويا على موقع ميوزك برينز (الإنجليزية)
- شانتال جويا على موقع أول موفي (الإنجليزية)
- شانتال جويا على موقع قاعدة بيانات الأفلام السويدية (السويدية)
- شانتال جويا على موقع أول ميوزيك (الإنجليزية)
- شانتال جويا على موقع ديسكوغز (الإنجليزية)
- شانتال جويا على موقع قاعدة بيانات الفيلم (الإنجليزية)
- شانتال جويا على موقع كينوبويسك (الروسية)